# Cybu
Cybu Richli (* 1977 als Cybu Stefan Richli) ist ein Schweizer Grafikdesigner.
Cybu Richli studierte Visuelle Kommunikation und Architektur an der Hochschule Luzern – Design & Kunst. 2004 gründete er seine eigene Firma. 2005 folgt er der Einladung nach Chicago, wo er in Darstellungen von Finanzdaten für die Investmentfirma Morningstar forschte. Er arbeitete für verschiedene namhafte Auftraggeber, wie Seed Magazine NY, The New York Times, New York Magazin, Pentagram NY. 2009 vereinte Cybu Richli zusammen mit Fabienne Burri ihre Tätigkeiten unter dem Label C2F. Im Team erarbeiten sie Projekte in den Bereichen Editorial, Corporate und Informations-Design. Zudem sind sie für die Art Direction und das Design an der Hochschule Luzern – Design & Kunst verantwortlich.
Cybu Richli ist an  Design- und Kunsthochschulen als Gastprofessor tätig. Seine Arbeit wurde mehrfach national und international ausgezeichnet.

## Auszeichnungen, Preise
- 2004 – Lucky Strike Junior Designer Award
- 2004 – 2 Auszeichnungen 100 beste Plakate 2004 Deutschland, Österreich, Schweiz
- 2004 – Auszeichnung vom Bundesamt für Kultur Die Schönsten Schweizer Bücher 2004
- 2005 – Design Network Switzerland Award
- 2005 – Eidgenössischer Preis für Design
- 2005 – Nomination: Designpreis Schweiz
- 2006 – Werkpreis Kanton und Stadt Luzern
- 2006 – Auszeichnung Die 100 besten Plakate des Jahres 2006 Deutschland, Österreich, Schweiz
- 2007 – Prints New Visual Artist, New York
- 2008 – Chicago International Poster Biennale, Finalist
- 2008 – 4 Auszeichnungen 100 beste Plakate 2008 Deutschland, Österreich, Schweiz
- 2008 – Auszeichnung vom Bundesamt für Kultur Die Schönsten Schweizer Bücher 2008
- 2008 – ADC Young Guns, The Art Directors Club New York
- 2008 – 23rd International Biennial of Graphic Design Brno, Finalist
- 2009 – Kunst- und Kulturpreis der Stadt Luzern (Anerkennungspreis)
- 2009 – Anerkennungspreis DAM Architekturbuchpreis Frankfurt
- 2009 – Certificate of Typographic Excellence des TDC56 (Type Directors Club New York)
- 2010 – 22nd International Poster Biennial, Warschau, Finalist
- 2010 – 24rd International Biennial of Graphic Design Brno, Finalist
- 2010 – Hong Kong International Poster Triennial, Finalist, 2010
- 2010 – Chicago International Poster Biennial, Finalist, 2010
- 2010 – Werkpreis Kanton und Stadt Luzern
- 2010 – Atelierstipendium Chicago, Stadt Luzern